# 라즈베리 파이
라즈베리 파이(영어: Raspberry Pi)는 영국 잉글랜드의 라즈베리 파이 재단이 학교와 개발도상국에서 기초 컴퓨터 과학의 교육을 증진시키기 위해 개발한 신용카드 크기의 싱글 보드 컴퓨터이다.

## 역사
초기의 라즈베리 파이는 엘레멘트14/프리미어 파넬, RS 콤포넌트와의 허가된 제조 협정을 통해 제작되었다.
라즈베리 파이는 그래픽 성능이 뛰어나면서도 가격이 저렴(-VAT 제외- 1세대 모델 A와 1세대 모델 A+의 경우 25달러, 1세대와 2세대를 포함한 나머지 모델의 경우 35달러)한 것이 특징이다.
라즈베리 파이는 모두 동일한 비디오코어 IV GPU와, 싱글코어 ARMv6에 호환되는 CPU 또는 신형의 ARMv7에 호환되는 쿼드코어(라즈베리 파이 2), 1 GB의 RAM(라즈베리 파이 2), 512 MB(라즈베리 파이 1 B와 B+), 또는 256 MB(모델 A와 A+, 구형 모델 B)의 메모리를 포함한다. 이들은 SD 카드 슬롯 (모델 A 와 B) 또는 부팅 가능한 매체와 지속적인 정보 저장을 위한 마이크로SDHC를 갖추고 있다.
라즈베리 파이 2를 제외한 라즈베리 파이 모델들은 브로드컴의 BCM2835 단일 칩 시스템을 사용하며, 이 칩에는 ARM1176JZF-S 700 MHz 싱글코어프로세서(일반 데스크탑은 보통 2500 MHz~3500 MHz), 비디오코어 IV VGA 와 512 메가바이트 RAM이 들어 있다. 그리고 라즈베리 파이의 프로세서는 오버클럭시 최대 1000 MHz까지의 성능을 발휘 할 수 있으며, 하드 디스크 드라이브나 솔리드 스테이트 드라이브를 내장하고 있지 않으며, SD 카드(B+,2 B+ 모델은 Micro SD Card를 사용)를 외부 기억장치로 사용한다. 새로 출시한 2 모델 B는 ARM Cortex-A7 0.9GHz프로세서와 램용량이 1GB로 성능이 업그레이드되어 출시되었다. 라즈베리 재단은 컴퓨터 교육 증진을 위해 2가지 모델을 내놓았으며, 각각 25달러와 35달러로 책정되었다. 2012년 2월 29일 재단에서 35달러짜리 모델의 주문을 받기 시작하였다.
2014년, 라즈베리 파이 재단은 원래의 라즈베리 파이와 계산 능력이 같은 임베디드 시스템의 일부로 사용하기 위한 '계산 모듈'을 출시하였다. 2015년 초, 차세대 라즈베리 파이인 라즈베리 파이 2가 출시되었다. 이 새로운 컴퓨터 보드는 처음에는 한 가지 형식(모델 B)이었으며, 쿼드 코어 ARM Cortex-A7 CPU와 1GB RAM에 나머지 사양은 모델 B+와 유사했다. 라즈베리 파이2는 모델 B와 같은 미화$35의 가격을 유지했으며, 미화$20의 모델 A+는 여전히 판매되었다. 2015년 11월, 라즈베리 파이 재단은 그보다 작은 제품인 미화$5의 라즈베리 파이 제로를 출시하였다.
라즈베리 파이 재단은 데비안과 아치 리눅스 ARM 배포판의 다운로드를 제공하고, 주요 프로그래밍 언어로 파이썬의 사용을 촉진하며, BBC 베이직을 지원한다. C, C++, 자바, 펄, 루비, 스퀵 스몰토크 등의 언어가 사용 가능하다.
2015년 6월 8일 기준으로, 약 5~6백 만 대의 라즈베리 파이가 판매되었다. 영국에서 가장 빠른 속도로 팔리고 있는 개인용 컴퓨터로, 라즈베리 파이는 800만 대가 판매된 워드 프로세서 '암스트래드 PCW'에 이어 두 번째로 많이 선적되었다.

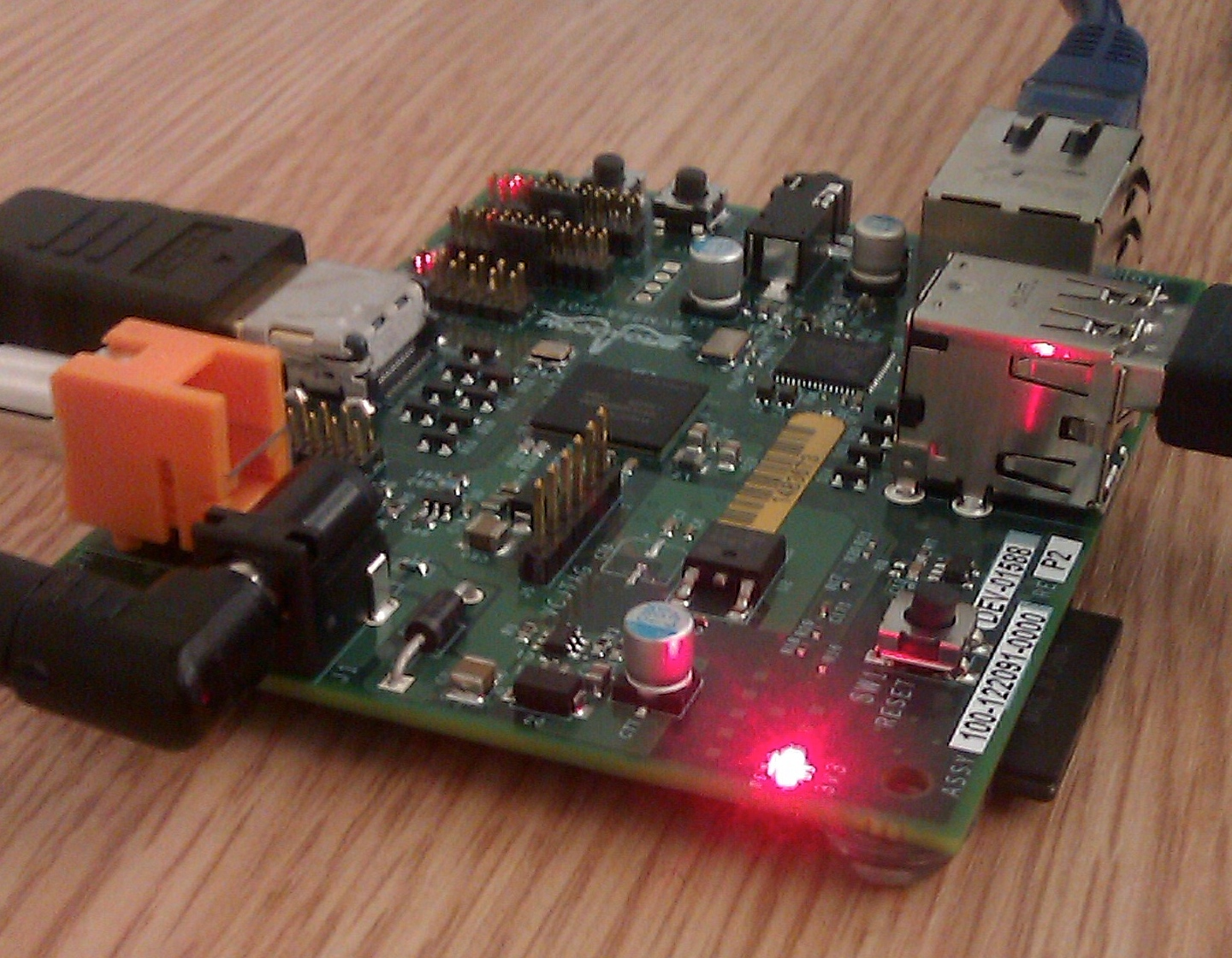
가동중인 초기 알파 테스트 보드. 현재의 보드와 많은 차이점이 보인다.

2006년 라즈베리 파이의 초기 컨셉은 아트멜의 ATmega 644 마이크로컨트롤러를 기반으로 만들어졌다. 그 설계도와 PCB 레이아웃은 공개되어 다운로드 받을 수 있다. 재단 이사인 에반 업톰은 교사, 대학교, 그리고 아이들에게 컴퓨터에 대한 영감을 주려 노력하는 컴퓨터 열광자들을 모아 재단을 만들었다. 라즈베리 파이는 1981년 에이콘에서 만든 BBC 마이크로에서 영감을 받았다. 최초의 ARM 원형 버전의 컴퓨터는 USB 플래시 드라이브와 크기가 같았다. 여기엔 끝에 USB 포트가 하나 있었고, 반대편에는 HDMI 포트 하나가 있었다.

### 발매전
2011년 8월, 15번째 알파 보드가 만들어졌다. 이 보드는 기능적으론 계획했던 B 모델과 같았지만, 커다란 물리적 디버그 헤더를 장착해야만 했다. 25개의 B 모델 베타 판이 조립되어 시험되었다. 베타 보드의 부품 레이아웃은 생산중인 라즈베리 파이와 유사했다. 베타 보드 디자인에서 CPU 핀을 꽂는 부분 중 몇 개가 선명하지 않은 문제를 하나 발견했는데, 이는 최초 생산분에선 고쳐졌다. 베타보드에선 리눅스를 구동하고, 1080p 영화 트레일러와 더불어 Rightware 사무라이 OpenGL ES를 실행시켰다.
2012년 첫 번째 주에 10개의 라즈베리 파이 보드가 이베이 경매에 등록되었다. 라즈베리 파이를 경매에서 산 익명의 사람은 영국 셔퍼크의 컴퓨터 역사 센터에 이를 기부하였다. 열개의 라즈베리 파이 보드(원래 가격 220 파운드)는 16,000 파운드까지 뛰어 올랐으며, 그중 맨 마지막에 경매된 시리얼 번호 No. 1 라즈베리 파이는 3,500 파운드까지 올라갔다. 이를 보고 2월 말 즈음에 실제 판매가 이뤄질 것으로 예측한 사람들로 인해 재단 서버는 몰리는 사람들로 인해 생기는 부하를 감당하기 위해 애를 많이 썼다.

### 판매
첫 만 개의 라즈베리 파이 묶음이 중국과 대만에서 영국보다 더 많이 생산되었다. 그 이유중에는 관세가 완제품보단 반제품 상태인 것이 좀 더 이득이라는 점도 있었으며, 또한 영국 제조업자들이 제시한 리드타임인 12주보다 중국 제조업자들은 리드타임으로 4주를 제안했기 때문이다. 이렇게 절약한 비용은 재단의 연구 개발과 역량 강화에 재투자되었다.
2012년 3월 잘못된 이더넷 포트를 끼워 최초 물량의 선적이 늦어질 것이라고 발표되었다. 재단에서는 미래에 생산될 물량의 생산 질이 필요한 수준보다 높아질 것으로 기대했다.
"자석이 달린 이더넷 연결장치를 대량 확보할 수 있을 것이라 확신합니다. 그리고, 두 배급사인 프리미어 파넬사와 RS 콤포넌트사는 부품조달에 놀랄만한 도움을 주어왔습니다." - 에반 업톰
2012년 2월 29일 UTC 06:00에 판매 가 시작되었으며, 동시에 모델 A의 램이 128MB에서 256MB로 올랐다는 사실도 공개되었다. 재단 웹사이트에선 "6년 전 프로젝트 시작부터 우리가 최초로 개발하는 것이 곧 끝날 것 같았습니다 - 그게 라즈베리 파이의 시작이 되었군요"라고 공지했다. 영국내 판매를 허가받은 Farnell과 RS Components 두곳의 웹페이지는 출시 바로 직전 엄청난 트래픽을 맞았다. 이에 웹마스터가 말하길 "여러분, 제발 새로고침 좀 그만해주세요. 여러분 웹페이지에서도 그러시는 건가요? 여러분께선 서버를 공격하고 계시는 겁니다." 비록 확인된 것은 아니지만, 2백만건의 선 주문 희망이 들어왔다는 보고서가 존재한다. 공식 라즈베리 파이 트위터는 Farnell의 재고가 몇 분 만에 떨어졌고, RS Componets는 하룻동안 10만 건의 선주문을 받았다고 말했다.
2012년 3월 라즈베리 파이 제작사들은 선주문에 몰린 수를 보고 좋은 수라고 말했다.
그리고 2012년 4월 16일 최초 구매자들이 라즈베리 파이를 받았으며 2012년 5월 22일, 2만개 이상의 유닛이 선적길에 올랐다.

### 2013년
2013년 3월 30일부터 미국 가전연합 사이트를 통해 본격적인 판매에 돌입했다. 25달러에 판매되는 모델A와 35달러 모델B 두 종류이며 이중 모델A는 하루 만에 품절됐다. 또한 대한민국에서도 옥션 등에 판매가 되고 있다.

### 2015년

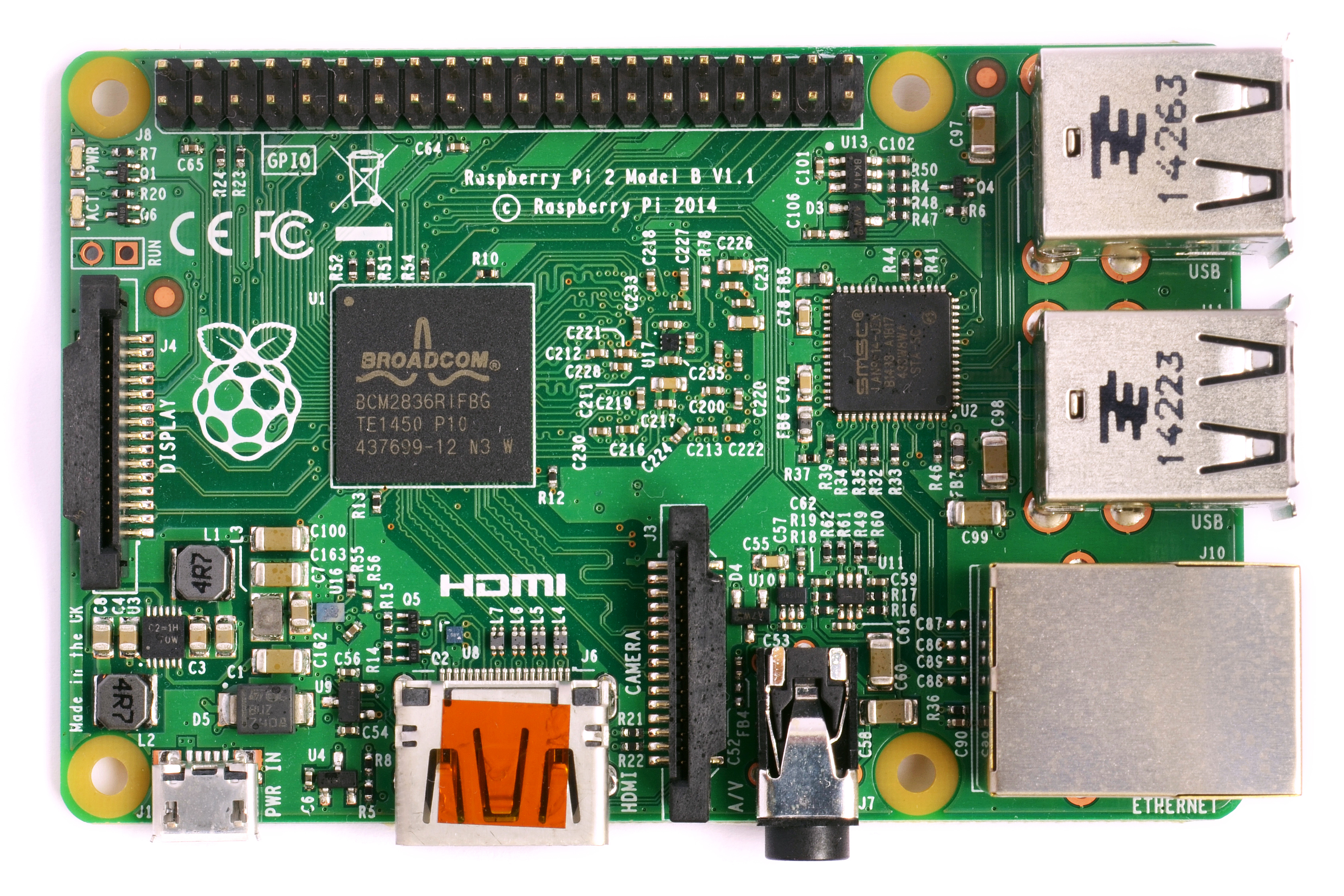
2B

2015년 2월 2일부터 쿼드코어 CPU를 사용하고 램용량을 늘린 파이 2 B 모델이 본격적인 판매에 돌입하였으며, 2월 18일 500만개 판매 실적을 올렸다. 11월 26일 5달러 컴퓨터인 라즈베리 파이 제로를 선보였다. 라즈베리 파이 제로는 매진되어 판매 재고를 다시 만드는 중이라고 라즈베리 파이 재단은 밝혔다. 2015년 11월에 출간된 라즈베리 파이 공식 잡지인 MagPi 의 40호에는 라즈베리 파이 제로가 함께 동봉되어 있었는데 그 잡지 역시 매진되었다.

### 2016년

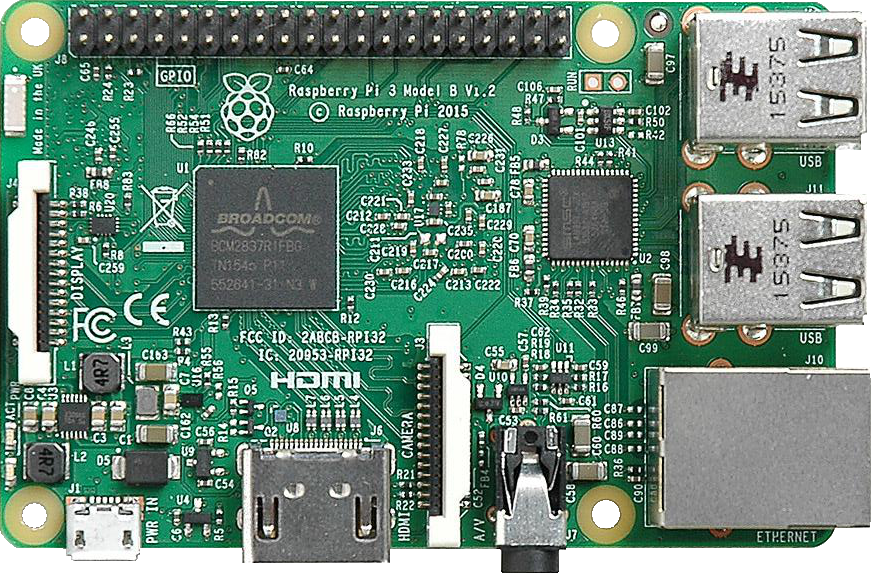
3B

2016년 2월 29일 라즈베리 파이의 새로운 모델 '라즈베리 파이 3 모델 B(Raspberry Pi 3 Model B)'의 출시를 발표했다.
세 번째 버전인 라즈베리 파이 3는 무선랜 및 블루투스 기능이 기본 내장되어 있으며, 이전 모델인 라즈베리 파이 2의 900MHz보다 개선된 1.2GHz의 속도를 구현한 브로드컴 BCM2837 64bit ARMv8 프로세서를 기반으로 한다.
또한, 전력관리 기능도 개선되었다. 최대 2.5 Amps의 전력만을 사용하는 동시에 강력한 외부 USB기기를 더욱 많이 지원할 수 있다.
저전력 블루투스(Bluetooth Low Energy)와 무선 LAN을 지원하게 된 라즈베리파이 3는 구입 즉시 IoT, 블루투스 헤드폰 또는 스피커, 와이파이 게이트웨이,홈 클라우드 스토리지 등에 사용할 수 있다.
제품은 35달러에 구매 가능하며 이전 버전과 호환된다.

### 2017년
2017년도 
- 라즈베리파이 3 A에 대한 예측으로, Pi Model A 처럼, Pi 3 A 보드는 Ethernet이 없고, USB만 있는 모델인데 가격은 더 싸질 것이다. 그러나 Pi 1 Model A와 다르게, WiFi와 Bluetooth가 있기에 통신은 무난할 것이다.
- 새로운 OS가 지원될 것인데 이는 (Android Things) IoT용이다.
- 2017년도에는 라즈베리파이 4는 나오지 않을 것이다.

### 2019년
라즈베리 파이 4 모델 B가 2019년 6월 출시되었다. 1.5GHz quad-core 64-bit ARM Cortex-A72 CPU를 사용해 약 3배의 성능 향상이 있다고 한다. 메모리는 1GB, 2GB, 4GB로 선택할 수 있게 되었다.

### 2020년
라즈베리파이 4B가 한층 더 업그레이드되어 다시 출시되었다. 8GB 메모리 옵션이 추가되었으며, 이것을 계기로 64bit 라즈베리파이 OS가 공개되었다.

### 2023년
라즈베리 파이 5가 2023년 9월 출시되었다. 메모리는 4GB, 8GB 두가지 옵션을 선택할 수 있다. 하드웨어와 소프트웨어의 개선으로 전작인 라즈베리 파이 4보다 두 배 이상의 성능을 낼 수 있다. I/O 컨트롤러가 내장되었으며, 전원 버튼과 RTC가 추가되었다. 3.5mm 잭이 사라져 블루투스, HDMI 등을 통해 오디오를 출력할 수 있다.

### 2024년
라즈베리 파이 5 2GB 메모리 옵션이 2024년 8월에 추가되었다. 가격은 50달러이다.

## 하드웨어

B 모델의 블록 다이어그램. A 모델에선 최소 2개 블록이 없다(이더넷 블록은 USB로 연결된 것이며, 원래는 3개의 USB 포트가 라즈베리 파이에 있다)

라즈베리 파이는 처음 판매된 B 모델과 나중에 나올 모델 A가 있다. 모델 A는 한개의 USB 포트와 이더넷 콘트롤러가 없고 모델 B보다 저렴하다. 모델 B는 2개의 USB포트와 10/100 이더넷 컨트롤러가 장착되어 있다.
모델 A는 RJ45 이더넷 포트가 없으나, 사용자가 추가한 USB 이더넷이나 와이파이 어댑터로 네트워킹이 가능하다. 사실 컨트롤러가 없는 A 모델과 컨트롤러가 달린 B 모델간의 큰 차이는 없는데, B모델의 컨트롤러는 내장 USB 이더넷 컨트롤러이기 때문이다. 현대 다른 컴퓨터와 같이 일반적인 USB 키보드와 마우스는 라즈베리 파이와 호환된다.
또한 라즈베리 파이는 실시간 시계가 없어, 운영 체제는 네트워크 타임 프로토콜을 사용하거나, 아니면 부팅할 때마다 사용자가 시간을 다 적어줘야 한다. 그러나, 배터리 백업되는 실시간 시계(DS1307)을 I2C 인터페이스로 추가할 수 있다.
2012년 4월 20일 A 모델과 B 모델의 회로도가 라즈베리 파이 재단에 의해 공개되었다.
라즈베리 파이에서 하드웨어 가속 (H.264) 인코딩을 하는 건 불가능하다. 라즈베리 파이의 GPU에 이와 같은 작업을 할 수 있는 가능성이 약간 있지만, 라즈베리 파이의 가격에 포함된 라이선스로는 디코딩만 허락되지 인코딩은 허락되지 않는다. 이 상황에 대한 근본적인 원인은 MPEG LA의 라이선스 조항에 담겨 있다.
하지만 계약서 내용 재확인 결과 H.264 인코딩 라이센스도 같이 계약한걸로 확인되어 개선 펌웨어에서 기능이 추가되었다고 한다
만약 카메라 모듈이 나온다면 라즈베리 파이가 그 가격에 H.264 인코딩을 할지 모른다는 말이 있다. 그러나 카메라 모듈은 라즈베리 파이의 GPU 코드의 도움을 받지 않고 자유 인코더인 테오라가 추가될 예정이다.

### 명세
|                    | Pi 1 Model A | Pi 1 Model A+ | Pi 1 Model B | Pi 1 Model B+ | Compute Module 참고 : 모든 인터페이스는 200핀 DDR2 SO-DIMM 커넥터를 통해서만 지원된다.                                               | Pi 2 | Pi Zero | Pi 3 |
| ------------------ | --- | --- | --- | --- | --- | --- | --- | ---- |
| 판매금액:          | US$25 | US$20 | US$35 | US$35 | US$30 (100개 단위로 판매) | US$ 35 | US$ 5 |      |
| SoC:               | 브로드컴 BCM2835 (CPU, GPU, DSP, 그리고 SDR SDRAM)                                                                                   | 브로드컴 BCM2835 (CPU, GPU, DSP, 그리고 SDR SDRAM)                                                                                     | 브로드컴 BCM2835 (CPU, GPU, DSP, 그리고 SDR SDRAM)                                                                                     | 브로드컴 BCM2835 (CPU, GPU, DSP, 그리고 SDR SDRAM)                                                                                     | 브로드컴 BCM2835 (CPU, GPU, DSP, 그리고 SDR SDRAM)                                                                                   | 브로드컴 BCM2836 (CPU, GPU, DSP, 그리고 SDR SDRAM)                                                                                     | 브로드컴 BCM2835 (CPU, GPU, DSP, 그리고 SDR SDRAM)                                                                                   |      |
| CPU:               | 700 MHz ARM1176JZF-S 싱글 코어 | 700 MHz ARM1176JZF-S 싱글 코어 | 700 MHz ARM1176JZF-S 싱글 코어 | 700 MHz ARM1176JZF-S 싱글 코어 | 700 MHz ARM1176JZF-S 싱글 코어 | 900 Mhz ARM Cortex-A7 쿼드코어 | 1 GHz ARM1176JZF-S 싱글코어 |      |
| GPU:               | 브로드컴 VideoCore IV 듀얼 코어 OpenGL ES 2.0 (24 GFLOPS) 라이선스 받은 MPEG-2 그리고 VC-1, 1080p30 h.264/MPEG-4 AVC 디코더와 인코더 | 브로드컴 VideoCore IV 듀얼 코어 OpenGL ES 2.0 (24 GFLOPS) 라이선스 받은 MPEG-2 그리고 VC-1, 1080p30 h.264/MPEG-4 AVC 디코더와 인코더   | 브로드컴 VideoCore IV 듀얼 코어 OpenGL ES 2.0 (24 GFLOPS) 라이선스 받은 MPEG-2 그리고 VC-1, 1080p30 h.264/MPEG-4 AVC 디코더와 인코더   | 브로드컴 VideoCore IV 듀얼 코어 OpenGL ES 2.0 (24 GFLOPS) 라이선스 받은 MPEG-2 그리고 VC-1, 1080p30 h.264/MPEG-4 AVC 디코더와 인코더   | 브로드컴 VideoCore IV 듀얼 코어 OpenGL ES 2.0 (24 GFLOPS) 라이선스 받은 MPEG-2 그리고 VC-1, 1080p30 h.264/MPEG-4 AVC 디코더와 인코더 | 브로드컴 VideoCore IV 듀얼 코어 OpenGL ES 2.0 (24 GFLOPS) 라이선스 받은 MPEG-2 그리고 VC-1, 1080p30 h.264/MPEG-4 AVC 디코더와 인코더   | 브로드컴 VideoCore IV 듀얼 코어 OpenGL ES 2.0 (24 GFLOPS) 라이선스 받은 MPEG-2 그리고 VC-1, 1080p30 h.264/MPEG-4 AVC 디코더와 인코더 |      |
| 메모리 (SDRAM):    | 256 MB (GPU와 공유) | 256 MB (GPU와 공유) | 512 MB (GPU와 공유) - 2012년 10월 15일부터                                                                                             | 512 MB (GPU와 공유) - 2012년 10월 15일부터                                                                                             | 512 MB (GPU와 공유) - 2012년 10월 15일부터                                                                                           | 1 GB (GPU와 공유) | 512 MB (GPU와 공유) |      |
| USB 2.0 포트:      | 1 (BCM2835에서 직접연결) | 1 (BCM2835에서 직접연결) | 2 (보드에서 3포트 USB 허브 지원) | 4 (보드에서 5포트 USB 허브 지원) | 1 (BCM2835 칩에서 바로 연결됨) | 4 (보드에서 5포트 USB 허브 지원) | 마이크로 USB (BCM2835에서 직접연결)                                                                                                  |      |
| 비디오 입력:       | 라즈베리 파이 카메라와 라즈베리파이 NoIR 카메라를 연결하기 위한 15핀 MIFI 카메라 인터페이스 커넥터                                   | 라즈베리 파이 카메라와 라즈베리파이 NoIR 카메라를 연결하기 위한 15핀 MIFI 카메라 인터페이스 커넥터                                     | 라즈베리 파이 카메라와 라즈베리파이 NoIR 카메라를 연결하기 위한 15핀 MIFI 카메라 인터페이스 커넥터                                     | 라즈베리 파이 카메라와 라즈베리파이 NoIR 카메라를 연결하기 위한 15핀 MIFI 카메라 인터페이스 커넥터 2개                                 | 라즈베리 파이 카메라와 라즈베리파이 NoIR 카메라를 연결하기 위한 15핀 MIFI 카메라 인터페이스 커넥터                                   | 라즈베리 파이 카메라와 라즈베리파이 NoIR 카메라를 연결하기 위한 15핀 MIFI 카메라 인터페이스 커넥터 2개                                 | |      |
| 비디오 출력:       | HDMI (rev 1.3 & 1.4), PAL과 NTSC 기준에 맞는 640×350부터 1920×1200 이상의 14개의 해상도, 컴포지트 RCA (PAL & NTSC)                   | HDMI (rev 1.3 & 1.4), PAL과 NTSC 기준에 맞는 640×350부터 1920×1200 이상의 14개의 해상도, 컴포지트 RCA (PAL & NTSC, 오디오 출력도 겸함) | HDMI (rev 1.3 & 1.4), PAL과 NTSC 기준에 맞는 640×350부터 1920×1200 이상의 14개의 해상도, 컴포지트 RCA (PAL & NTSC, 오디오 출력도 겸함) | HDMI (rev 1.3 & 1.4), PAL과 NTSC 기준에 맞는 640×350부터 1920×1200 이상의 14개의 해상도, 컴포지트 RCA (PAL & NTSC, 오디오 출력도 겸함) | HDMI, 2× MIPI 디스플레이 인터페이스, LCD로 보낼수 있는 MIPI 디스플레이 시리얼 인터페이스 컴포지트 비디오                             | HDMI (rev 1.3 & 1.4), PAL과 NTSC 기준에 맞는 640×350부터 1920×1200 이상의 14개의 해상도, 컴포지트 RCA (PAL & NTSC, 오디오 출력도 겸함) | 미니 HDMI, 1080p60, GPIO를 통한 RCA 컴포지트 비디오                                                                                  |      |
| 오디오 입력:       | 개정된 2개의 보드에서 I²S | 개정된 2개의 보드에서 I²S | 개정된 2개의 보드에서 I²S | 개정된 2개의 보드에서 I²S | 개정된 2개의 보드에서 I²S | 개정된 2개의 보드에서 I²S | 개정된 2개의 보드에서 I²S |      |
| 오디오 출력:       | 3.5mm 잭을 통한 오디오, HDMI를 통한 디지털 오디오, I²S                                                                               | 3.5mm 잭을 통한 오디오, HDMI를 통한 디지털 오디오, I²S                                                                                 | 3.5mm 잭을 통한 오디오, HDMI를 통한 디지털 오디오, I²S                                                                                 | 3.5mm 잭을 통한 오디오, HDMI를 통한 디지털 오디오, I²S                                                                                 | 아날로그, HDMI, I²S | 3.5mm 잭을 통한 오디오, HDMI를 통한 디지털 오디오, I²S                                                                                 | 미니 HDMI, GPIO를 통한 PWM 스테레오 오디오                                                                                           |      |
| 외장 기억 장치:    | SD 카드 / MMC / SDIO 카드 슬롯 (카드에 3.3 볼트가 공급될때)                                                                          | 마이크로 SD | SD 카드 / MMC / SDIO 카드 슬롯 | 마이크로 SD | 4 GB eMMC 플래시 메모리, 혹은 설정에 따라 외장 SD 카드 추가 가능                                                                     | 마이크로 SD | 마이크로 SD |      |
| 내장 네트워크:     | 없음 | 없음 | 10/100 Mbit/s 이더넷 USB 어댑터와 USB 허브의 3/4번째 포트 (SMSC lan9514-jzx)                                                           | 10/100 Mbit/s 이더넷 USB 어댑터와 USB 허브의 3/4번째 포트 (SMSC lan9514-jzx)                                                           | 없음 | 10/100 Mbit/s 이더넷 USB 어댑터와 USB 허브의 3/4번째 포트 (SMSC lan9514-jzx)                                                           | 없음 |      |
| 로우레벨 주변장치: | 8개의 GPIO와 UART, I²C 버스, 2개의 칩을 선택할 수 있는 SPI, I²S 오디오 +3.3V, +5V, 접지                                              | 17개의 GPIO와 UART, I²C 버스, 2개의 칩을 선택할 수 있는 SPI, I²S 오디오 +3.3V, +5V, 접지, HAT ID 버스                                  | 8개의 GPIO와 UART, I²C 버스, 2개의 칩을 선택할 수 있는 SPI, I²S 오디오 +3.3V, +5V, 접지, 그리고 P5패드에서 추가로 4개의 GPIO를 제공    | 17개의 GPIO와 UART, I²C 버스, 2개의 칩을 선택할 수 있는 SPI, I²S 오디오 +3.3V, +5V, 접지, 그리고 HAT ID 버스                           | 46개의 GPIO와 SPI, I²C, UART, PCM, PWM                                                                                               | 17개의 GPIO와 UART, I²C 버스, 2개의 칩을 선택할 수 있는 SPI, I²S 오디오 +3.3V, +5V, 접지, 그리고 HAT ID 버스                           | 40개의 GPIO |      |
| 파워:              | 5V 300 mA (1.5 W) | 5V 200 mA (1 W) | 5V 700 mA (3.5 W) | 5V 600 mA (3.0 W) | 모델 A+와 비슷 | 5V 800 mA (4.0 W) | 5V ~160 mA (0.8 W) |      |
| 파워 소스:         | 마이크로 USB혹은 GPIO 헤더를 통한 전원 공급                                                                                          | 마이크로 USB혹은 GPIO 헤더를 통한 전원 공급                                                                                            | 마이크로 USB혹은 GPIO 헤더를 통한 전원 공급                                                                                            | 마이크로 USB혹은 GPIO 헤더를 통한 전원 공급                                                                                            | 마이크로 USB혹은 GPIO 헤더를 통한 전원 공급                                                                                          | 마이크로 USB혹은 GPIO 헤더를 통한 전원 공급                                                                                            | 마이크로 USB혹은 GPIO 헤더를 통한 전원 공급                                                                                          |      |
| 크기:              | 85.60×56.5mm - 돌출 부분 제외 | 65×56.5mm (HAT 보드와 동일) | 85.60×56.5mm - 돌출 부분 제외 | 85.60×56.5mm - 돌출 부분 제외 | 67.6×30mm | 85.60mm × 56.5mm - 돌출 부분 제외 | 65 mm × 30 mm × 5 mm |      |
| 무게:              | 45g | 23g | 45g | 45g | 7g | 45g | 9g |      |

#### 참고
1. A 모델과 B 모델은 영국에서 교육용으로 만든 BBC 마이크로 컴퓨터의 2 모델에 연을 잇고 있다.[87] 이 컴퓨터는 Acorn 컴퓨터가 개발했는데, 이 회사는 그 후 라즈베리 파이의 중심인 ARM 프로세서를 만들며, 또한 RISC OS를 만들었는데, 이도 또한 라즈베리 파이에서 돌아간다.
2. B 모델 베타 보드는 128MB가 GPU에 배정되어 있었으며, 나머지는 CPU에 배정되어 있었다.[88] 발매된 B 모델(그리고 A 모델)은 3가지로 나눌수 있다. 192MB을 CPU에 줄경우 충분히 1080p 비디오 디코딩 혹은 간단한 3D(그러나 둘다는 못한다)을 돌릴수 있으며, CPU에 224MB를 준다면 거의 모든 비디오와 3D가 작동되지 않을것이다. CPU에 128MB을 준다면 무거운 3D나, XBMC같은 비디오 디코딩도 가능할 것이다.[89]
3. L2캐쉬는 128 kB로, CPU가 아닌 GPU에 우선시 된다.
4. ARM11은 ARM 아키텍처의 6버전에 기반을 두고 있는데, 이 이유는 나온지 오래지 않아 우분투를 포함한 다른 리눅스에서 지원을 해주지 않기 때문이다.
5. LCD 패널을 연결할 수 있게 Mobile Industry Processor Interface 연합의 디지털 시리얼 인터페이스를 가지고 있다. 소프트웨어 지원이 계획되어 있다.
6. 지원하는 해상도는 다음과 같다: 640 × 350 EGA; 640 × 480 VGA; 800 × 600 SVGA; 1024 × 768 XGA; 1280×720 720p HDTV; 1280 × 768 WXGA Variant; 1280 × 800 WXGA Variant; 1280 × 1024 SXGA; 1366 × 768 WXGA Variant; 1400 × 1050 SXGA+; 1600 × 1200 UXGA; 1680 × 1050 WXGA+; 1920 × 1080 1080p HDTV; 1920 × 1200 WUXGA.[74] 또한 PAL-BGHID, PAL-M, PAL-N, NTSC and NTSC-J에 쓰이는 576i와 480i도 지원한다[90]
7. 내장 USB 포트는 한 단위 부하(100mA)로 디자인 되었으며, 이 이상 갈때는 라즈베리 파이와 호환성이 맞지 않는다. 그리고 전원을 제공해줄 USB 허브가 필요하다.[91]

커넥터와 주요 IC위치를 나타낸 PCB

## 소프트웨어

### 아키텍처

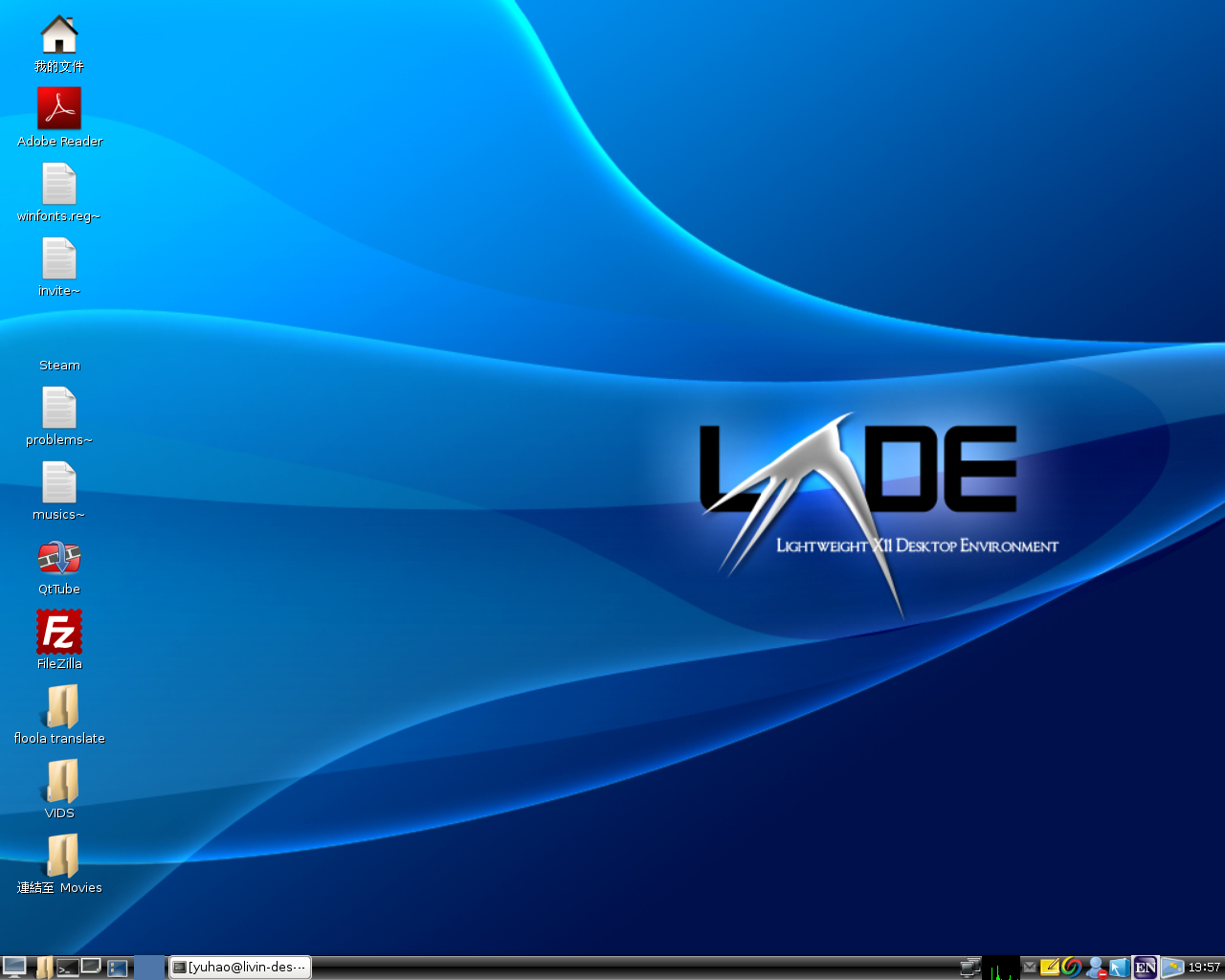
LXDE 데스크탑

라즈베리 파이는 리눅스 커널 기반 운영 체제를 사용한다. Raspbian이라는 라즈베리 파이에 최적화된 데비안 계열의 자유 운영 체제가 현재로서는 가장 권장되는 시스템이며, 이는 2012년 7월에 출시되었다.
GPU는 펌웨어 이미지를 통해 접근이 가능하며, 이 이미지는 SD 카드로부터 부팅할 때 GPU에 로드된다. 이 펌웨어 이미지는 바이너리 블롭으로도 알려져 있는데, 리눅스용 드라이버는 공개되지 않은 사유 소프트웨어이다. 응용 소프트웨어를 사용하게 되면, 비공개 실시간 라이브러리를 호출하게 되고, 이는 다시 리눅스 내의 오픈 소스 드라이버를 호출하게 된다. 제공되는 커널 드라이버의 API가 이런 비공개 라이브러리를 지원하기 위해 특화되어 있다. 비디오 응용 프로그램은 OpenMAX를 사용하며, 3D 그래픽은 OpenGL ES를 사용하고, 2D 응용 프로그램은 OpenVG를 사용한다. OpenVG는 다시 EGL을 사용하게 된다. OpenMAX와 EGL은 다시 커널의 오픈소스 커널 드라이버를 사용하게 된다.
2012년 2월 19일, 라즈베리 파이 파운데이션은 초기 버전의 운영 체제 이미지를 SD카드에 담아 발표했다. 이 이미지는 데비안 6.0 (Squeeze)에 기초하며, LXDE 데스크탑 환경과, 미도리 브라우저, 그리고 수많은 프로그래밍 툴을 같이 포함하고 있다. 또한 이 이미지는 라즈베리 파이를 구동 시킬 수 있는 QEMU에서 실행 가능하므로, QEMU를 지원하는 많은 환경에서 실행시켜 볼 수 있다.

### 포트될 예정 혹은 포트된 리눅스 배포판 혹은 다른 운영 체제
- 전체 OS
  - Arch Linux ARM
  - 데비안 6.0 (Squeeze)
  - Gentoo Linux[95]
  - Puppy Linux
  - Raspberry Pi Fedora Remix
  - Raspbian (Wheezy port with faster FP support)
  - RiscOS
  - Slackware ARM (formally ARMedslack)
  - FreeBSD 10 ARM (RPI-B)
  - QtonPi (임베디드 리눅스)
  - Redsleeve (ARM용 RedHat 기반)
  - Ubuntu (라즈베리 파이 2)
  - 윈도우 10 IoT Core (라즈베리 파이 2)[96]
  - Tizen IoT (라즈베리 파이3)
- 가벼운 다목적 배포판
  - Squeezed Arm Puppy for ARMv6 (sap6)
- 특정 목적의 가벼운 배포판
  - IPFire
  - OpenELEC
  - Raspbmc
  - OSMC

## 주변장치
2012년 3월 라즈베리 파이 재단에서는 프로토타입 카메라 모듈을 테스트 했다. 이 프로토타입은 14 메가픽셀로, 정식에선 쓰는데 문제는 없을 정도로 해상도가 내려갈 예정이다. 정식버전은 2012년 하반기로 잡고 있다.
2013년에 5메가 픽셀의 라즈베리파이 카메라가 정식 출시되었다.

## 평가
기술관련 저자인 글랜 무디는 2011년 3월 이 프로젝트를 "잠재적인 BBC 마이크로 2"이라고 하였으며, PC호환 기계를 대체할 수는 없겠지만, 보충은 할 수 있겠다고 설명하였다. 2012년 3월 스티븐 피카드는 ITPRO지에서 BBC 마이크로의 후계자라고 소감을 말하였다. 다음 세대 리포트의 공동 저자인 알렉스 호프는 컴퓨터가 어린이들에게 프로그래밍의 즐거움을 가르칠수 있는 컴퓨터로 인해 유망하다는 말을 하였다. 알렉스 호프와 공저를 한 이안 리빙스턴은 BBC에서 빌딩 관리 시스템을 집어넣은후 BBC 나노라고 이름을 붙일수 있겠다라고 말했다. 크리스 윌리엄스는 The Register에서 비록 그게 그들이 사용하는데 유용하게 남아 있을 때 키드 루비, 스크래치, 베이직등이 미래의 능력을 쌓는데 좋은 시작이라고 본다고 하고 있다. 컴퓨터 역사 센터에선 강력하게 라즈베리 파이를 밀고 있는데, 라즈베리 파이에 대해서 "새 시대의 문지기"같은 느낌이 든다고 말했다. 라즈베리 파이가 나오기전, 라즈베리 파이 보드가 구글의 생각의 윤곽이 영국 과학기술의 발전을 어떻게 가져올지에 대한 캠브리지에서의 이벤트때 ARM의 CEO인 워렌 이스트에 의해 출품된적이 있었다.
그러나 해리 페어해드는 좀더 좋은 교육용 소프트웨어가 현재 존재하는 하드웨어에 들어가면, 예를 들어 구글 앱 인벤터같은 걸 학교에서 프로그래밍하게 한다면 새로운 하드웨어를 선택하는 것보다 더 낫다는 주장을 펼쳤다. ZDNet 블로그를 쓰는 시몬 록웰은 청소년들이 1980년대에 생긴일들에도 불구하고, 좋은 도구가 될 거라고 주장했다.

## 사용
2012년 1월, 영국내 주립 그리고 사립 학교들에게서 조사를 했었으며, 나중에라는 답변이 5배나 더 많았다. 이는 라즈베리 파이를 후원하는 후원사가 적은 학교에 보드를 뿌릴수 있다는 희망적인 것이었다. Farnell의 CEO는 중동 정부는 이것에 관심을 보여 모든 여학생에게 이걸 보급하길 바라며, 이로써 일에 대한 능력을 향상시키고 싶어한다고 말했다.

## 같이 보기
- 오드로이드(대한민국)
- 아두이노 – 오픈소스 싱글 보드 마이크로컨트롤러
- BBC 마이크로 – 라즈베리 파이에 영감을 준 역사적인 마이크로 컴퓨터 시리즈